# 哲尔泰莱克
哲尔泰莱克，是匈牙利索博尔奇-索特马尔-贝拉格州所辖的一个村。总面积14.78平方公里，总人口1605，人口密度108.6人/平方公里（2011年1月1日）。